# Vrede van Venetië

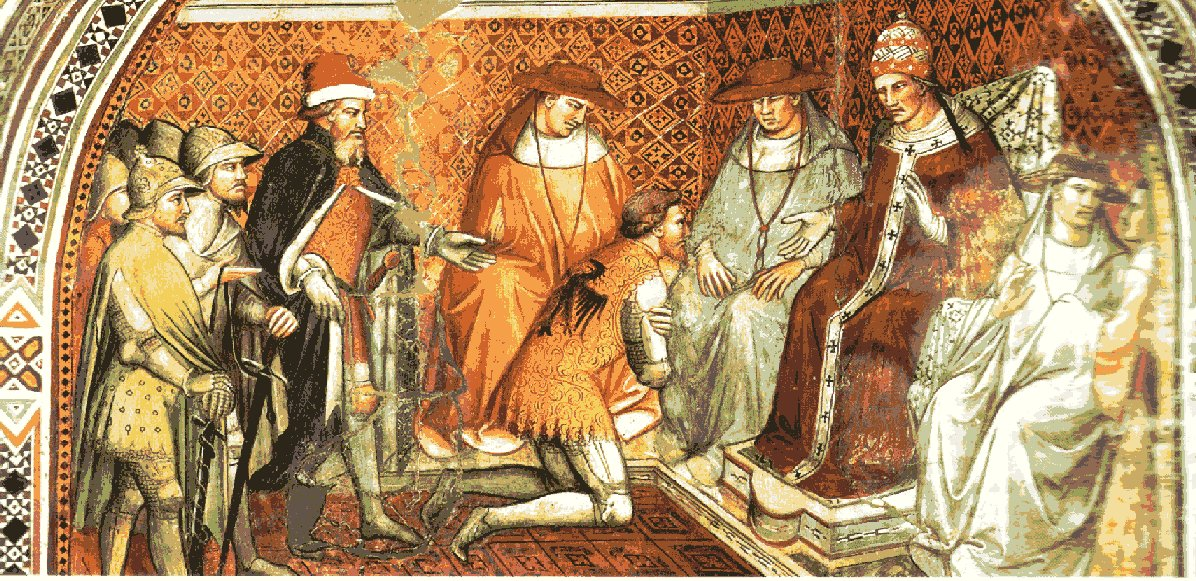
Keizer Frederik Barbarossa onderwerpt zich aan de autoriteit van de paus (fresco in het Palazzo Pubblico in Siena, geschilderd door Spinello Aretino).

De Vrede of het Verdrag van Venetië uit 1177 was een vredesverdrag tussen het pausdom en zijn bondgenoten, de Noord-Italiaanse steden verenigd in de Lombardische Liga, en keizer Frederik I Barbarossa van het Heilige Roomse Rijk. Het Normandische koninkrijk Sicilië nam eveneens deel aan de onderhandelingen. Het verdrag zou de politieke evolutie van heel Italië gedurende enkele decennia beïnvloeden.

## Geschiedenis
Het verdrag werd gesloten na de Slag bij Legnano op 29 mei 1176, die een nederlaag was voor Frederik I Barbarossa. Barbarossa zond snel zijn onderhandelaars uit naar paus Alexander III te Anagni, met het voorstel een einde te maken aan het schisma en de tegenpaus Calixtus III af te zetten. Na een voorlopig akkoord te hebben gesloten, werd er een conferentie vastgelegd voor juli 1177. In de tussentijd trachtte Barbarossa de interne Venetiaanse politieke rivaliteiten tegen elkaar uit te spelen in de hoop tot een voor hem voordeligere krachtsverhouding te komen tegen de tijd dat de onderhandelingen zouden beginnen.
Op 24 juli stuurde de paus vanuit de Basiliek van San Marco een delegatie van kardinalen uit naar de keizer die zich te Lido aan de monding van de Venetiaanse lagune bevond.
De keizer erkende vervolgens Alexander III officieel als paus en trok zijn steun aan Calixtus in. De kardinalen hieven daarop de excommunicatie op, die Frederik zich op de hals had gehaald. Sebastian Ziani, de doge van Venetië, en Ulrich II van Treven, de patriarch van Aquileia, escorteerden de keizer tot in Venetië. De gedelegeerden van de koning van Sicilië waren Romuald, aartsbisschop van Salerno en tevens een kroniekschrijver die ons een getuigenis van de hele gebeurtenis heeft nagelaten, en graaf Rogier van Andria.
In het afgesloten verdrag erkende de keizer de wereldlijke rechten van de pausen over de stad Rome, maar de stad weigerde zich over te geven en de paus werd in 1179 zelfs gedwongen te vertrekken. De paus moest evenwel Christiaan I van Buch, de rijkskanselier, erkennen als aartsbisschop van Mainz. Er werd een vrede van vijftien jaar afgesloten tussen Barbarossa en Willem II van Sicilië, wat voor Sicilië een gouden tijd van vrede en welvaart inluidde (art. 15). Op dezelfde wijze werd een periode van zes jaar wapenstilstand afgesproken met de Lombardische Liga (art. 27). Vervolgens zou de keizer uiteindelijk met de Vrede van Konstanz in 1183 de autonomie van de Lombardische steden erkennen, die evenwel onder de keizerlijke leenroerigheid bleven.